# Petrowka (Kaliningrad, Prawdinsk)
Petrowka (Петровка, deutsch Marienberg) war ein Ort in der russischen Oblast Kaliningrad (Gebiet Königsberg (Preußen)). Seine Ortsstelle liegt im Munizipalkreis Rajon Prawdinsk (Stadtkreis Friedland).

## Geographische Lage
Die Ortsstelle Petrowkas liegt in der südlichen Mitte der Oblast Kaliningrad, zehn Kilometer südöstlich der früheren Kreis- und heutigen Rajonshauptstadt Prawdinsk (deutsch Friedland) bzw. 28 Kilometer nordöstlich der Stadt Bartoszyce (Bartenstein) in Polen, die von 1927 bis 1945 die deutsche Kreishauptstadt war.

## Geschichte
Das Gründungsjahr von Marienberg ist 1826, als der Ort als Vorwerk zum Gutsbezirk Schönwalde (russisch Rasswet) entstand. Am 30. Juni 1874 wurde aus dem Vorwerk Marienberg mit Moritzblick im Gutsbezirk Schönwalde der Gutsbezirk Marienberg gebildet und in den gerade erst errichteten Amtsbezirk Schönwalde im ostpreußischen Kreis Friedland (er hieß von 1927 bis 1945 „Kreis Bartenstein“) eingegliedert. Im Jahre 1910 zählte Marienberg 57 Einwohner,
Um 1920 war Robert Grunau Besitzer auf Gut Schönwalde. Das wurde am 30. September 1928 in die Landgemeinde Schönwalde eingegliedert.
Gutseigentümer war von 1930 bis 1945 Ulrich Grunau. Zu Beginn des Jahres 1945 umfasste das Gut 312 Hektar, davon waren 142 Hektar Acker, 87 Hektar Weiden, 55 Hektar Wald, 20 Hektar Wiesen und 8 Hektar Hofgebäude, Wege und Unland.
In Kriegsfolge kam 1945 das gesamte nördliche Ostpreußen zur Sowjetunion. Der Ort Marienberg wurde 1947 Teil des Sewski selski Sowet/okrug (Dorfsowjet Böttchersdorf) und erhielt zum 5. Juli 1950 die russische Namensform „Petrowka“. Der Ort wurde nicht mehr regulär besiedelt und galt im Jahre 1988 als verlassen. Seine Ortsstelle liegt jetzt im Bereich des Munizipalkreises Rajon Prawdinsk (Stadtkreis Friedland) in der russischen Oblast Kaliningrad (Gebiet Königsberg (Preu0en)).

## Religion
Christentum
Bis 1945 war Marienberg in die evangelische Kirche Schönwalde im Kirchspiel Auglitten-Schönwalde, Kirchenkreis Friedland/Bartenstein, in der Kirchenprovinz Ostpreußen der Kirche der Altpreußischen Union, außerdem in die römisch-katholische Pfarrei in Friedland im damaligen Bistum Ermland eingepfarrt.

## Verkehr
Die Ortsstelle Petrowkas liegt an der heutigen Kommunalstraße 27K-158, die die Regionalstraße 27A-083 (ex A 196) bei Sewskoje (Böttchersdorf) mit der Kommunalstraße 27K-107 bei Rasswet (Schönwalde) verbindet. 